# Víznyelő

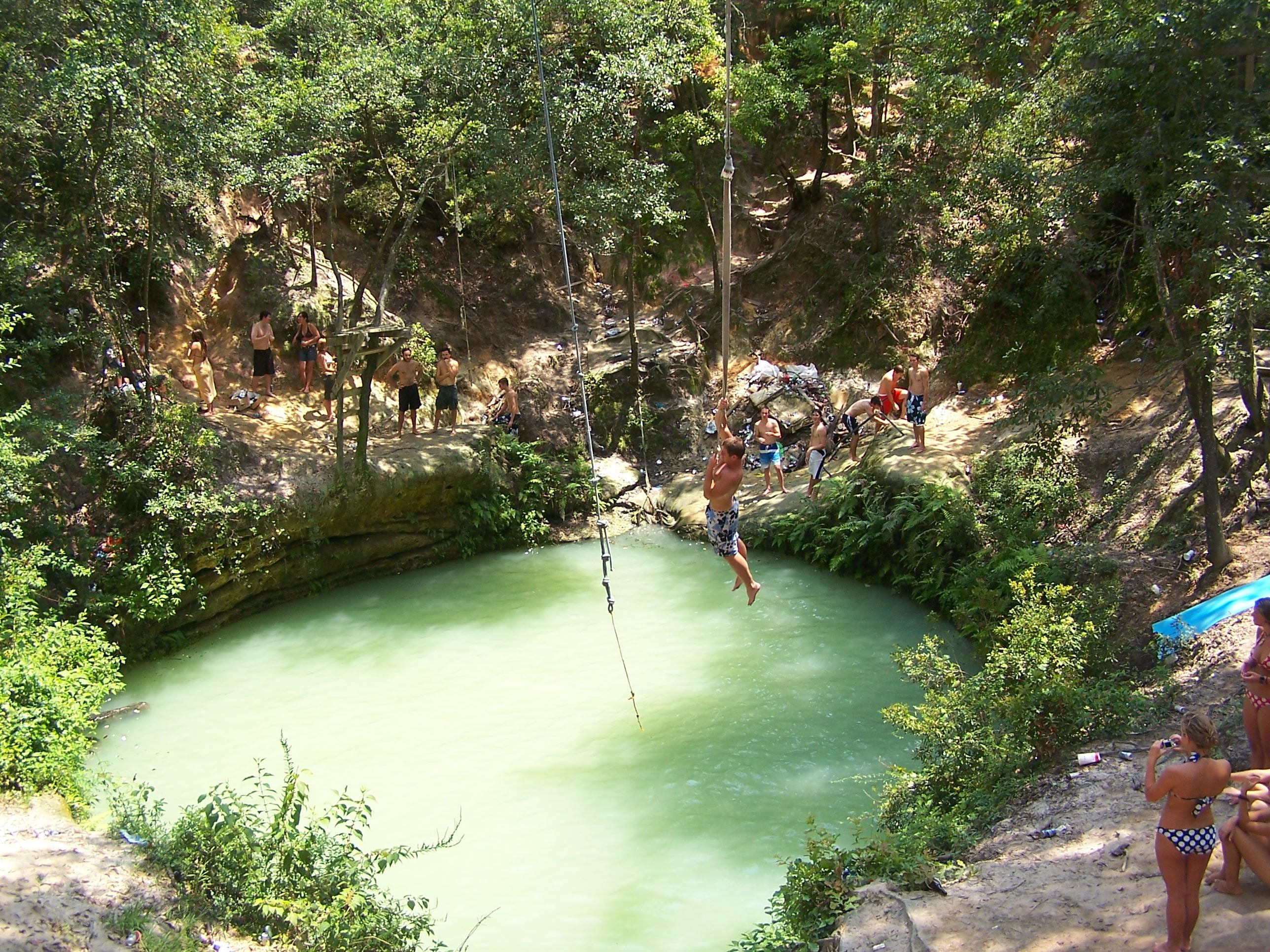
Devil's sinkhole, Hawthorne közelében, Florida. Floridában a földtani sajátosságok miatt gyakran nyílnak ki újabb víznyelők.

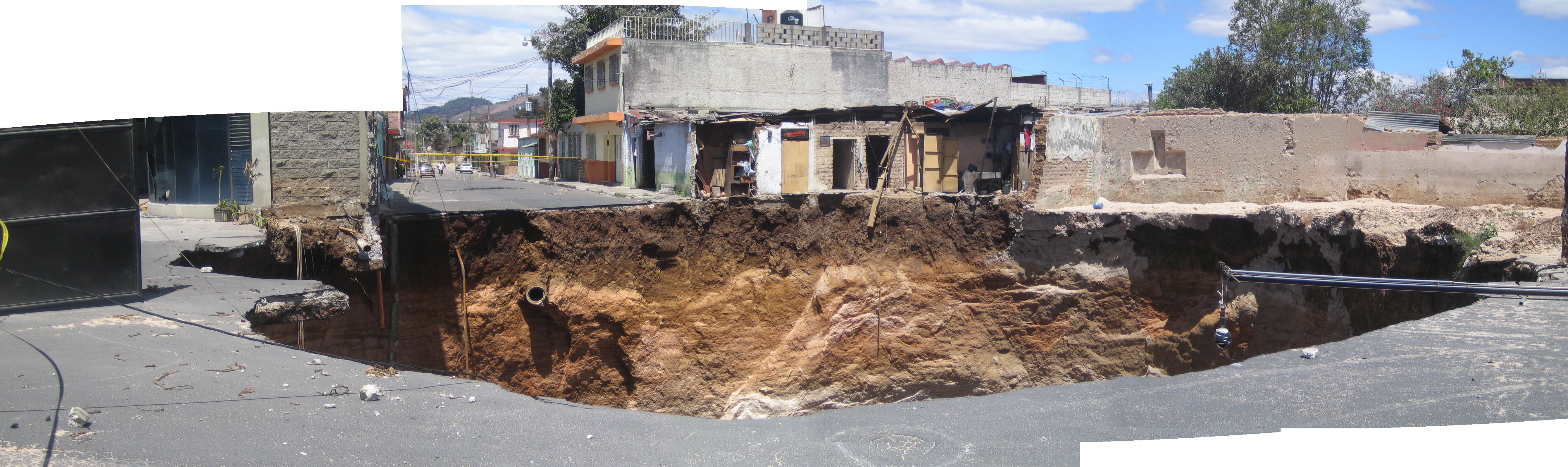
A közép-amerikai Guatemalaváros területén, 2007-ben, majd 2010-ben megnyílt víznyelők hatalmas károkat okoztak.

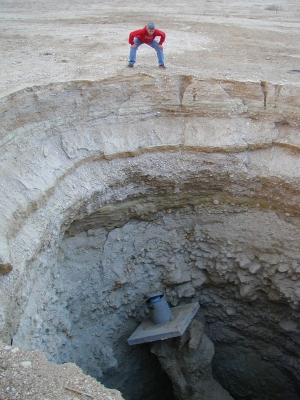
A Közel-Keleten, a Holt-tenger térségében megnyílt víznyelő

A víznyelő (más néven: ravaszlyuk, bujtató, zsomboly) a felszíni karsztjelenségek egyik fajtája. Víznyelőnek nevezzük azt a karsztos nyílást, amelyen át a felszínen – időszakosan vagy állandóan – folyó víz a kőzet belsejébe kerül. A töbörrel (dolina) ellentétben ennek az alján mindig víznyelő rés; alatta gyakran üreg vagy barlang van.
A vízzáró kőzetekre eső víz jelentős része a felszínen folyik el. Ha ez a víz fedetlen karsztos területre érkezik, ott a kőzet repedéseit tágítva (oldva, illetve koptatva) jut le a nyugalmi karsztvízszintig, és úgy áramlik tovább valamelyik, a vízrendszert megcsapoló forrás felé; ezért a fedett és a nyílt karszt határán különösen gyakori a víznyelő. Víznyelő nemcsak a vízzáró és a karsztos kőzet határához közel alakul ki, hanem a nyílt karsztos területek belsejében is.
A víznyelő általában kisebb bemélyedés egy néhány tucat – néhány száz méter átmérőjű negatív karsztforma (töbör, dolina) alján, amiben néha kisebb vízmosás is fut a nyelőszájig. Maga a nyelő gyakran nem is látható az összehalmozódott növénymaradványok miatt.
A hóolvadás idején a még fagyott talaj vízzáró, ezért a teljesen karsztos felszínen is lehetnek időszakos vízfolyások.
A víznyelőket elzárhatja a behordott anyag – főleg akkor, ha a bejutó vízmennyiség kevesebb lesz a vízgyűjtő terület vagy a csapadék csökkenése miatt. Nyílását így sokszor növényzet rejti. Az ismét csapadékosabbá váló éghajlat hatására a nyelő újraéledhet.
Magyarországon minden víznyelő ex lege védett természetvédelmi terület.